# NGC 2285
NGC 2285 – prawdopodobnie gwiazda podwójna znajdująca się w gwiazdozbiorze Bliźniąt. Obiekt, który został później skatalogowany w New General Catalogue pod numerem NGC 2285, zaobserwował Heinrich Louis d’Arrest 20 kwietnia 1865 roku i opisał go jako niewielką mgławicę. Identyfikacja nie jest pewna, istnieje możliwość, że obiektem obserwowanym wtedy przez d’Arresta była pojedyncza, słaba gwiazda leżąca bardzo blisko podanej przez niego pozycji.